# Giải bóng đá hạng nhì quốc gia Cộng hòa Síp 2003–04
Giải bóng đá hạng nhì quốc gia Cộng hòa Síp 2003–04 là mùa giải thứ 49 của bóng đá hạng nhì Cộng hòa Síp. Nea Salamina giành danh hiệu thứ 4.

## Thể thức thi đấu
Có 14 đội tham gia Giải bóng đá hạng nhì quốc gia Cộng hòa Síp 2003–04. Tất cả các đội đều thi đấu 2 trận, một trân sân nhà và một trận sân khách. Đội nhiều điểm nhất sẽ lên ngôi vô địch. Ba đội đầu bảng thăng hạng Giải bóng đá hạng nhất quốc gia Cộng hòa Síp 2004–05 và ba đội cuối bảng xuống hạng Giải bóng đá hạng ba quốc gia Cộng hòa Síp 2004–05.

### Hệ thống điểm
Các đội bóng nhận 3 điểm cho một trận thắng, 1 điểm cho một trận hòa và 0 điểm cho một trận thua.

## Thay đổi so với mùa giải trước
Các đội thăng hạng Giải bóng đá hạng nhất quốc gia Cộng hòa Síp 2003–04
- Anagennisi Deryneia
- Doxa Katokopias
- Onisilos Sotira

Các đội xuống hạng từ Giải bóng đá hạng nhất quốc gia Cộng hòa Síp 2002–03
- Nea Salamina
- Aris Limassol
- Alki Larnaca

Các đội thăng hạng từ Giải bóng đá hạng ba quốc gia Cộng hòa Síp 2002–03
- PAEEK FC
- Akritas Chlorakas
- Omonia Aradippou

Các đội xuống hạng Giải bóng đá hạng ba quốc gia Cộng hòa Síp 2003–04
- Chalkanoras Idaliou
- AEK/Achilleas Ayiou Theraponta
- Anagennisi Germasogeias

## Bảng xếp hạng
| Vị thứ | Đội                     | St. | T. | H. | B. | BT. | BB. | BT. | Đ. | Ghi chú                                                                  |
| ------ | ----------------------- | --- | -- | -- | -- | --- | --- | --- | -- | ------------------------------------------------------------------------ |
| 1      | Nea Salamina            | 26  | 21 | 3  | 2  | 68  | 23  | 45  | 66 | Vô địch-thăng hạng Giải bóng đá hạng nhất quốc gia Cộng hòa Síp 2004–05. |
| 2      | Aris Limassol           | 26  | 17 | 5  | 4  | 50  | 21  | 29  | 56 | Thăng hạng Giải bóng đá hạng nhất quốc gia Cộng hòa Síp 2004–05.         |
| 3      | Alki Larnaca            | 26  | 16 | 4  | 6  | 53  | 34  | 19  | 52 | Thăng hạng Giải bóng đá hạng nhất quốc gia Cộng hòa Síp 2004–05.         |
| 4      | ASIL Lysi               | 26  | 12 | 8  | 6  | 36  | 22  | 14  | 44 |                                                                          |
| 5      | Akritas Chlorakas       | 26  | 12 | 4  | 10 | 46  | 41  | 5   | 40 |                                                                          |
| 6      | Ethnikos Assia          | 26  | 11 | 4  | 11 | 43  | 41  | 2   | 37 |                                                                          |
| 7      | APEP                    | 26  | 9  | 7  | 10 | 43  | 46  | -3  | 34 |                                                                          |
| 8      | Ermis Aradippou         | 26  | 8  | 8  | 10 | 40  | 48  | -8  | 32 |                                                                          |
| 9      | Ayia Napa               | 26  | 9  | 4  | 13 | 38  | 56  | -18 | 31 |                                                                          |
| 10     | Omonia Aradippou        | 26  | 8  | 6  | 12 | 36  | 46  | -10 | 30 |                                                                          |
| 11     | THOI Lakatamia          | 26  | 8  | 5  | 13 | 33  | 45  | -12 | 29 |                                                                          |
| 12     | PAEEK FC                | 26  | 7  | 7  | 12 | 41  | 44  | -3  | 28 | Xuống hạng Giải bóng đá hạng ba quốc gia Cộng hòa Síp 2004–05.           |
| 13     | SEK Agiou Athanasiou    | 26  | 7  | 4  | 15 | 23  | 48  | -25 | 25 | Xuống hạng Giải bóng đá hạng ba quốc gia Cộng hòa Síp 2004–05.           |
| 14     | Enosis Kokkinotrimithia | 26  | 0  | 5  | 21 | 21  | 56  | -35 | 5  | Xuống hạng Giải bóng đá hạng ba quốc gia Cộng hòa Síp 2004–05.           |

Hệ thống điểm: Thắng=3 điểm, Hòa=1 điểm, Thua=0 điểm
Quy tắc xếp hạng: 1) Điểm, 2) Hiệu số, 3) Bàn thắng

## Kết quả
| ↓Home / Away→  | ANP | AKR | ALK | APP | ARS | ASL | ETH | ENK | ERM | THL | NSL | OMN | PKK | SEK |
| -------------- | --- | --- | --- | --- | --- | --- | --- | --- | --- | --- | --- | --- | --- | --- |
| Ayia Napa      |     | 0-0 | 1-3 | 2-1 | 2-1 | 3-1 | 0-1 | 1-1 | 2-0 | 1-1 | 1-5 | 2-0 | 3-2 | 7-1 |
| Akritas        | 4-1 |     | 2-1 | 0-1 | 2-2 | 2-0 | 5-3 | 1-0 | 6-1 | 3-0 | 2-2 | 2-4 | 2-0 | 0-2 |
| Alki           | 6-1 | 3-0 |     | 4-3 | 1-2 | 1-1 | 2-0 | 2-1 | 0-4 | 2-1 | 0-4 | 3-1 | 3-1 | 3-0 |
| APEP           | 4-2 | 2-3 | 1-0 |     | 0-0 | 0-1 | 1-1 | 3-2 | 3-2 | 5-1 | 2-3 | 2-2 | 1-3 | 2-1 |
| Aris           | 5-0 | 3-0 | 1-2 | 4-0 |     | 0-0 | 2-0 | 3-1 | 2-1 | 3-1 | 1-3 | 5-1 | 1-0 | 2-0 |
| ASIL           | 2-0 | 2-0 | 1-1 | 0-0 | 0-2 |     | 2-1 | 3-0 | 1-1 | 0-1 | 0-0 | 3-0 | 3-2 | 3-1 |
| Ethnikos Assia | 3-0 | 2-0 | 2-2 | 2-3 | 4-2 | 0-0 |     | 3-1 | 5-0 | 1-0 | 0-2 | 2-1 | 0-3 | 4-0 |
| Enosis         | 1-3 | 1-2 | 1-1 | 1-1 | 1-2 | 1-4 | 1-2 |     | 0-1 | 1-3 | 0-2 | 2-3 | 2-2 | 0-0 |
| Ermis          | 3-3 | 3-2 | 1-2 | 2-2 | 0-2 | 1-0 | 2-1 | 4-0 |     | 2-2 | 1-4 | 2-2 | 2-2 | 3-0 |
| THOI           | 4-0 | 4-2 | 1-3 | 2-1 | 0-1 | 2-2 | 0-4 | 3-1 | 0-2 |     | 1-2 | 1-2 | 0-3 | 2-1 |
| Nea Salamina   | 3-1 | 2-1 | 4-0 | 2-1 | 1-2 | 1-0 | 1-1 | 2-1 | 3-0 | 2-0 |     | 2-1 | 6-1 | 4-1 |
| Omonia         | 0-1 | 0-2 | 0-2 | 4-1 | 0-0 | 0-3 | 4-1 | 1-0 | 2-0 | 0-0 | 2-5 |     | 1-1 | 3-1 |
| PAEEK FC       | 3-1 | 1-2 | 0-2 | 2-3 | 1-1 | 2-3 | 3-0 | 2-1 | 0-0 | 1-1 | 1-2 | 2-2 |     | 0-1 |
| SEK            | 1-0 | 1-1 | 0-4 | 0-0 | 0-1 | 0-1 | 4-0 | 2-0 | 2-2 | 0-2 | 2-1 | 1-0 | 1-3 |     |